# Phyllidia rueppelii
Phyllidia rueppelii (Bergh, 1869) è un mollusco nudibranchio appartenente alla famiglia Phyllidiidae.

## Distribuzione e habitat
Mar Rosso e golfo di Oman.